# Liste der Einträge im National Register of Historic Places im Kaufman County
Die Liste der Registered Historic Places im Kaufman County führt alle Bauwerke und historischen Stätten im texanischen Kaufman County auf, die in das National Register of Historic Places aufgenommen wurden.

## Aktuelle Einträge
| Lfd. Nr. | Name im NRHP                                 | Bild | Datum der Eintragung | Adresse/Lage                              | Ort     | NRHP-ID  | Beschreibung |
| -------- | -------------------------------------------- | ---- | -------------------- | ----------------------------------------- | ------- | -------- | ------------ |
| 1        | First National Bank Building                 |      | 11. Jan. 1985        | 101 E. Moore                              | Terrell | 85000073 |              |
| 2        | Matthew Cartwright House                     |      | 4. Apr. 1979         | 505 Griffith Ave.                         | Terrell | 79002988 |              |
| 3        | State Highway 34 Bridge at the Trinity River |      | 10. Okt. 1996        | TX 34 at the Ellis and Kaufman Cnty. line | Terrell | 96001109 |              |
| 4        | Terrell Carnegie Library                     |      | 10. Mai 2006         | 207 N. Frances St.                        | Rosser  | 06000363 |              |
| 5        | Terrell Times Star Building                  |      | 2. Mai 1985          | 108 S. Catherine St.                      | Terrell | 85000923 |              |
| 6        | Walter C. Porter Farm                        |      | 15. Okt. 1966        | 2 mi. N of Terrell on FR 986              | Terrell | 66000819 |              |
| 7        | Warren-Crowell House                         |      | 23. Mai 1980         | 705 Griffith Ave.                         | Terrell | 80004137 |              |
| 8        | William and Blanche Brooks House             |      | 6. Juli 1993         | 500 S. Center St.                         | Forney  | 93000566 |              |